# Sächsische Weltchronik

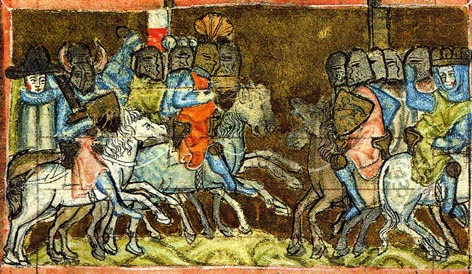
Abbildung der Schlacht von Bornhöved in der Sächsischen Weltchronik, Berlin, Staatsbibliothek, Ms. germ. fol. 129, f. 123v (Handschrift des 14. Jahrhunderts)

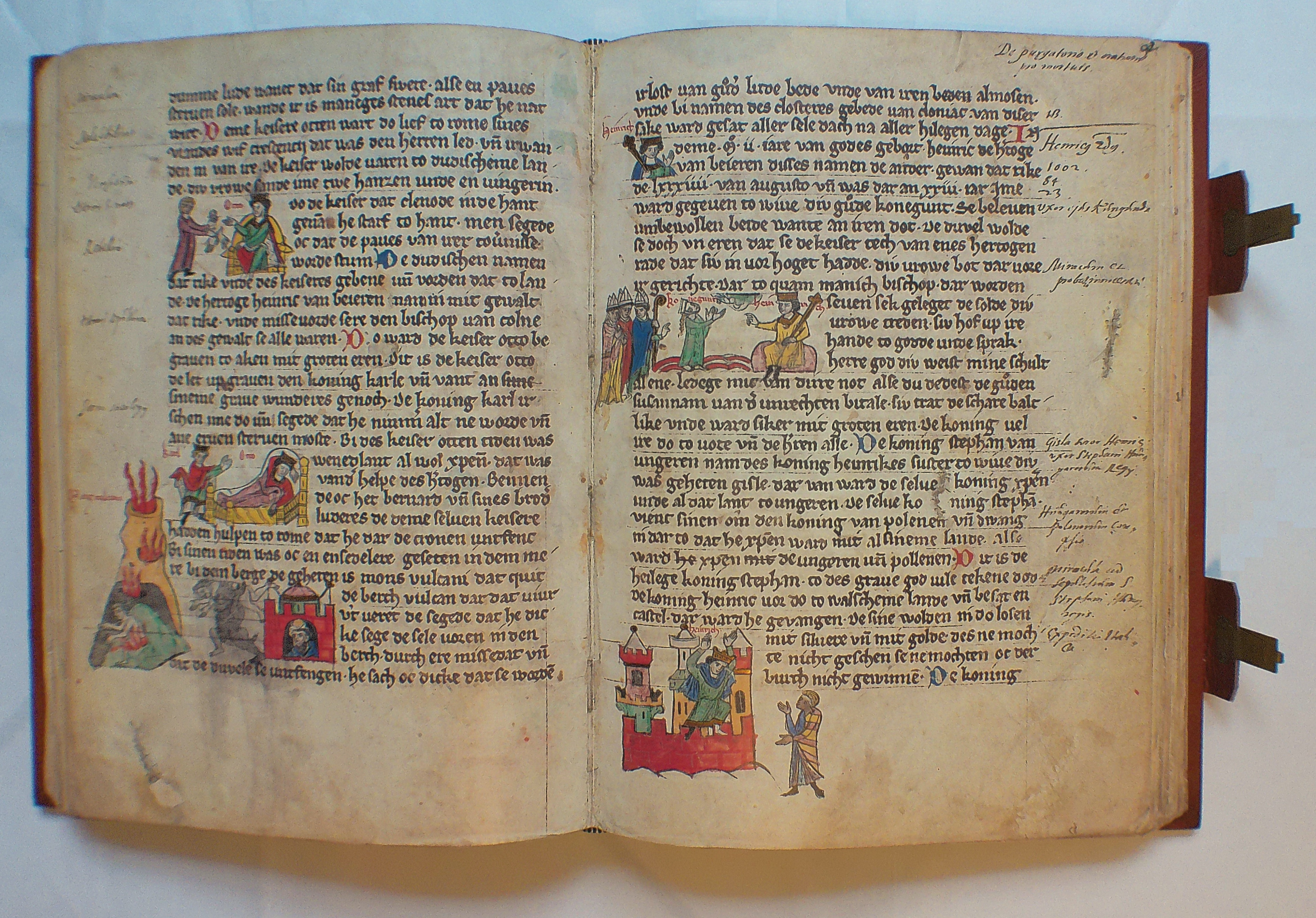
Sächsische Weltchronik, fol. 91v-92v, Forschungs- und Landesbibliothek Gotha, Ms. Memb. I 90

Die Sächsische Weltchronik, bisweilen auch Buch der Welt genannt, ist die erste deutschsprachige Chronik in Prosa. Abgefasst wurde sie in mittelhoch- und mittelniederdeutscher Sprache. Im Gegensatz zu anderen Chroniken ihrer Zeit, ist sie in Prosa statt in Reimform niedergeschrieben. Die Entstehungszeit ist unklar; die Vorschläge der Forschung reichen von Phasen zwischen 1225 und 1229 bis zwischen 1260 und 1275. Ludwig Weiland hatte im 19. Jahrhundert in seiner Edition bei der Textüberlieferung drei Gruppen unterschieden (Rezensionen A, B und C). Michael Menzel unterteilte in seiner Untersuchung (1985) weiter in sechs Rezensionen.

Verfasst wurde sie vermutlich im Bereich des Erzbistums Magdeburg. Lange galt sie als das Werk Eikes von Repgow, des Autors des Sachsenspiegels. Diese Zuschreibung gilt heute nicht mehr als stichhaltig. Vermutet wurde sie aufgrund eines Zitats in der Reimvorrede der Chronik: „daz ist des van Repegouwe rat“. Die Sächsische Weltchronik erzählt die Geschichte der Welt nach. Beginnend mit der Schöpfung der Welt durch Gott, geht der Chronist schnell zur Geschichte Roms über, um dann ausführlicher die Ereignisse im zunächst fränkischen, dann Heiligen Römischen Reich zu berichten. Ihr Ende findet die Chronik in der Herrschaftszeit Friedrichs II., die der Gegenwart des Chronisten entspricht. Je nach Handschrift sind Fortsetzungen beigefügt.
Im Gegensatz zu den Verschroniken dieser Zeit (siehe Rudolf von Ems, die Christherre-Chronik oder Jans der Enikel) zeigt sie wenig Interesse an biblischen Erzählstoffen und bleibt in ihren Fassungen A und B nahezu nüchtern-annalistisch, was für den Typ der Weltchronik nicht untypisch ist. Die Sächsische Weltchronik ist in etwa 60 Handschriften und Fragmenten überliefert, manche davon sind mittlerweile verschollen oder verbrannt, aber immer wieder werden auch weitere Textzeugen entdeckt, z. B. in Bibliotheken in Kremsmünster und Danzig. Mehrfach wurden Handschriften nachträglich mit Fortsetzungen und/oder Randbemerkungen versehen.
Nur vier der Handschriften enthalten Miniaturen: Bremen, Staats- und Universitätsbibliothek, Ms. a.33; Berlin, Staatsbibliothek, Mgf 1387 (Fragment); Berlin, Staatsbibliothek, Mgf 129; Gotha, Landes- und Forschungsbibliothek, Ms. Memb. I 90.

## Ausgaben
- Deutsche Chroniken und andere Geschichtsbücher des Mittelalters 2: Sächsische Weltchronik. Eberhards Reimchronik von Gandersheim. Braunschweigische Reimchronik. Chronik des Stiftes S. Simon und Judas zu Goslar. Holsteinische Reimchronik. Herausgegeben von Ludwig Weiland. Hannover 1877, S. 1–384 (Monumenta Germaniae Historica, Digitalisat)
- Hubert Herkommer (Hrsg.): Das Buch der Welt. Kommentar und Edition zur 'Sächsischen Weltchronik'. Ms. Memb. I 90 Forschungs- und Landesbibliothek Gotha, Faksimile-Verlag Luzern, Luzern 2000, ISBN 3-85672-083-9 (mit Faksimile).
- Bremen, Staats- und Universitätsbibliothek, Ms. a33 Online und PDF
- Berlin, Staatsbibliothek, Mgf 129